# Kamienica Kuśnierzowska w Krakowie
Kamienica Kuśnierzowska (znana także jako Kamienica Paczosków, Kamienica Głuchowskich, Kamienica Na Kuśnierzowskim) – zabytkowa kamienica znajdująca się w Krakowie, w dzielnicy I przy ulicy Sławkowskiej 18, na Starym Mieście.

## Historia
Kamienica została wzniesiona u schyłku XIV wieku. W XV wieku została rozbudowana do rozmiarów typowej kamienicy krakowskiej. Na przełomie XV i XVI wieku wybudowano murowaną oficynę. W II połowie XVI wieku budynek był własnością karczmarza M. Kuśnierza. W pierwszej ćwierci XVII wieku został przebudowany w stylu renesansowym. Od drugiej do czwartej ćwierci XVII wieku należał do patrycjuszowskiej rodziny Paczosków, a w pierwszej ćwieci XVIII wieku do Gołuchowskich. W drugiej ćwierci XVIII wieku część strychu zaadaptowano na mieszkania. W 1736 kamienica przeszła remont, podczas którego kamienne schody zastąpiono drewnianymi, przebudowano też attykę. W połowie XVIII wieku zburzono oficynę i wzniesiono na jej miejscu parterowe zabudowania gospodarcze. W 1814 budynek stał się własnością M. Gaudzińskiego, na którego zlecenie został przebudowany w stylu klasycystycznym. W 1878 poszerzono lokal na parterze kosztem sieni, a w 1928 zaadaptowano go na restaurację. W latach 1937–1942 wzniesiono neoklasycystyczną oficynę według projektu Medarda Stadnickiego. W latach 1967–1970 i 1973–1975 przeprowadzono remonty konserwatorskie.
8 sierpnia 1965 kamienica została wpisana do rejestru zabytków. 26 stycznia 1991 wpisano do rejestru także jej oficynę tylną. Budynek znajduje się również w gminnej ewidencji zabytków.

## Architektura
Kamienica jest jednym z zachowanych bez większych zmian nowożytnych domów krakowskich. Ma ona dwie kondygnacje i trzy osie elewacji o asymetrycznym układzie. Fasada reprezentuje styl klasycystyczny, z wyjątkiem renesansowej attyki. W parterze zachował się portal z początku XVII wieku, z tego samego czasu pochodzą też obramienia okien i sklepienia.
We wnętrzach budynku zachowała się renesansowa klatka schodowa, kominki oraz malowane fryzy z portretami w ornamentalnej ramie. W lokalu na parterze znajdują się nowożytne polichromie, odrestaurowane podczas remontu w 1928.